# Alexandre Jules César Pérard
Alexandre Jules César Pérard (1834 - 1887) fue un botánico, y pteridólogo francés, conservándose su herbario en el Museo de Historia natural Jacques de La Comble.

## Algunas publicaciones

### Libros
- 1859. Catalogue raisonne des plantes

## Eponimia
- (Aspleniaceae) Asplenium perardii Litard.[2]